# Cavoliniidae
Cavoliniidae zijn een familie van weekdieren uit de klasse van de Gastropoda (slakken).

## Geslachten
- Bowdenatheca R. L. Collins, 1934 †
- Bucanoides Hodgkinson, 1992 †
- Cavolinia Abildgaard, 1791
- Cuvierina Boas, 1886
- Diacavolinia van der Spoel, 1987
- Diacria J.E. Gray, 1840
- Diacrolinia A. W. Janssen, 1995 †
- Edithinella A. W. Janssen, 1995 †
- Gamopleura Bellardi, 1873 †
- Ireneia A. W. Janssen, 1995 †
- Johnjagtia A. W. Janssen, 2005 †
- Praehyalocylis Korobkov, 1962 †
- Spoelia A. W. Janssen, 1990 †
- Telodiacria Rampal, 2019
- Vaginella Daudin, 1800 †

### Taxon inquirendum
- Triptera Quoy & Gaimard, 1835

### Nomen dubium
- Archonta Montfort, 1810 => Cavolinia Abildgaard, 1791

### Synoniemen
- Cavoliniinae Gray, 1850 (1815) => Cavoliniidae Gray, 1850 (1815)
- Diacriinae Rampal, 2019 => Cavoliniidae Gray, 1850 (1815)
- Balantium Children, 1823 => Clio (Balantium) Children, 1823 => Clio Linnaeus, 1767
- Cavolina Abildgaard, 1791 => Cavolinia Abildgaard, 1791
- Cleodora Péron & Lesueur, 1810 => Clio Linnaeus, 1767
- Cuvieria Rang, 182 7=> Cuvierina Boas, 1886
- Diacavolina => Diacavolinia van der Spoel, 1987
- Euclio Bonnevie, 1913 => Clio Linnaeus, 1767
- Herse Gistel, 1848 => Cuvierina Boas, 1886
- Hyalaea Lamarck, 1799 => Cavolinia Abildgaard, 1791
- Hyalea => Hyalaea Lamarck, 1799=> Cavolinia Abildgaard, 1791
- Hyperia Gistel, 1848 => Cuvierina Boas, 1886
- Orbignyia A. Adams, 1859 => Cavolina Abildgaard, 1791=> Cavolinia Abildgaard, 1791
- Pleuropus Eschscholtz, 1825 => Cavolinia Abildgaard, 1791
- Praehyalocyclis Korobkov & Makarova, 1962 † => Hyalocylis Fol, 1875
- Proclio Hubendick, 1951 => Clio Linnaeus, 1767
- Rangistela Pruvot-Fol, 1948 => Cuvierina Boas, 1886
- Stylioa => Styliola Gray, 1847
- Tripteris Menke, 1830 => Cuvierina Boas, 1886